# Felovia vae
Felovia vae é uma espécie de roedor da família Ctenodactylidae. É a única espécie do gênero Felovia.
Pode ser encontrado no Mali, Mauritânia e Senegal.